# Kedves nővérkék
A Kedves nővérkék (eredeti cím: Geliebte Schwestern) egy 1997 német kórház-sorozat, amelyet a Sat.1 csatorna vetített 1997. júniusától 1998. júniusáig. Magyarországon a TV2 mutatta be.

## Történet
Angie, Michi, Ronnie, Karen és Nadine nővérek egy fiktív kórházban Berlinben. A munkahelyi és a viharos szerelmi életüket a "TreMono" bárban beszélik ki. A sorozat bemutatja a kórház főorvosának Steinfeld professzornak munkásságát és családi életét.

## Szereplők
| Szerep                | Színész             | Magyar hang     |
| --------------------- | ------------------- | --------------- |
| Nadine Kramer         | Jackie Hardt        | Urbán Andrea    |
| Michaela "Micki" Beck | Mareike Fell        | Németh Borbála  |
| Karen Stember         | Florentine Lahme    | Nyírő Beáta     |
| Ronnie Fritz          | Annette Schreiber   | Tóth Auguszta   |
| Angie Wilheim         | Xenia Seeberg       | Zsigmond Tamara |
| Janosch Steinfeld     | Patrick Gräser      |                 |
| Sarah Steinfeld       | Franziska Grasshoff |                 |
| Tommy Beck            | Daniel Hartwig      |                 |
| Lara Zapf             | Lilia Lehner        |                 |
| Maria Leffes          | Kira von Maydell    |                 |
| Paul "Paolo" Vicario  | Johnny Müller       |                 |
| Markus Steinfeld      | Ingo Schmoll        |                 |
| Raffaela Steinfeld    | Ivonne Schönherr    |                 |
| Georg Steinfeld       | Frank Bröker        |                 |

## Fordítás
- Ez a szócikk részben vagy egészben  a   Geliebte Schwestern című német Wikipédia-szócikk fordításán alapul.  Az eredeti cikk szerkesztőit annak laptörténete sorolja fel. Ez a jelzés csupán a megfogalmazás eredetét és a szerzői jogokat jelzi, nem szolgál a cikkben szereplő információk forrásmegjelöléseként.